# 아르차흐 공화국의 대통령
아르차흐 공화국의 대통령(아르메니아어: Արցախի Հանրապետության Նախագահ)은 미승인 국가인, 아르차흐 공화국의 국가 원수이다. 2023년 아제르바이잔의 나고르노카라바흐 공세의 여파로 2024년 1월 1일에 공식 폐지될 예정이었으나, 2023년 12월 22일 삼벨 사흐라마냔 대통령이 정부 해산 법령을 무효화함에 따라 현재에도 직책이 유지되고 있다. 
대통령 집무실은 2023년 이전까지 스테파나케르트에 위차하였으나, 나고르노 카라바흐의 아르메니아인들이 아르메니아로 대거 망명하자 대통령 집무실도 예레반 주재 아르차흐 공화국 대표부 사무실로 이전되었다. 아르차흐 공화국은 아제르바이잔 영토 내에 있는 내륙 국가로서, 이 국가는 국제법으로 아제르바이잔의 영토로 인식된다.